# Бюст Александра Покрышкина
Бюст Александра Покрышкина — скульптурное произведение, установленное в Новосибирске в память об Александре Ивановиче Покрышкине, военном лётчике и трижды Герое Советского Союза. Создатели монумента — архитектор Иосиф Григорьевич Лангбард и советский скульптор Матвей Генрихович Манизер.

## Описание
В верхней лицевой части пьедестала расположена надпись «ПОКРЫШКИН». Ниже этой надписи находится бронзовая доска. В самом верху доски находятся Две звезды Героя, а между ними Орден Ленина, ниже которого располагается надпись: 

Указ Президиума Верховного Совета СССР о награждении Героя Советского Союза гвардии майора Покрышкина А. И. второй медалью "Золотая Звезда". За образцовое выполнение боевых заданий командования на фронте борьбы с немецкими захватчиками, дающее право на получение звания Героя Советского Союза,— наградить Героя Советского Союза гвардии майора Покрышкина Александра Ивановича второй медалью "Золотая Звезда", соорудить бронзовый бюст и установить его на постаменте на родине награждённого. Председатель Президиума Верховного Совета СССР М. Калинин. Секретарь президиума Верховного Совета СССР А. Горький. Кремль. 24 августа 1943 г.
Ниже доски, на самом пьедестале, прикреплена эмблема авиации, а под ней ещё один текст: 

Указом Президиума Верховного Совета СССР от 19 августа 1944 г. дважды Герой Советского Союза Покрышкин А. И. награждён третьей медалью "Золотая Звезда".
Все символы и надписи пьедестала выполнены золотистым цветом.

## История
Во время Второй мировой войны Покрышкин провёл 156 воздушных боёв и сбил 59 самолетов противника. Также лётчик разработал тактику ведения воздушного боя, ставшую основным пособием для лётчиков военно-воздушных сил. 
В соответствии с законодательством СССР, в ознаменование подвигов сооружался бронзовый бюст дважды Героя Советского Союза, устанавливаемый на его родине. Из Ленинграда в Новосибирск бронзовый бюст был доставлен в августе 1949 года, а 7 ноября этого года состоялось торжественное открытие, на котором присутствовал и сам Александр Иванович Покрышкин.
С 1967 года Александр Покрышкин становится Почётным гражданином Новосибирска; в 1972 году ему присвоено звание маршала авиации. В честь лётчика названы станция метро и улица в Новосибирске.
Изначально монумент был установлен на Красном проспекте возле площади Ленина между зданием высшей партийной школы и Облпотребсоюзом. Но по причине строительства на Площади Ленина метрополитена, а также реконструкции магистрали он был перемещён в 1981 году на площадь Свердлова. Бюст располагается в северной части площади Свердлова на перекрёстке Красного проспекта и улицы Свердлова. Сразу за монументом начинается бульвар, пролегающий по центру Красного проспекта в северном направлении.
6 марта 2013 года Владимир Путин, Сергей Шойгу и  Виктор Толоконский возложили цветы к монументу Александра Покрышкина. Посещение памятного места было приурочено к празднованию столетия знаменитого лётчика-истребителя.